# Anders Jeppsson (konstnär)
Lars Anders Jeppsson, född 26 juni 1950, är en svensk konstnär, illustratör, spelkonstruktör och författare. 
Jeppsson är uppvuxen med fadern Knut, modern Eva och systern Gunnel, där fadern var väldigt intresserad av ruiner. Familjen brukade köra runt i Sverige och besöka äldre borgar och kyrkor och dessa miljöer har gett Jeppsson mycket inspiration under hans karriär. Han utbildade sig vid Grundskolan för konstnärlig utbildning i Stockholm, Nyckelviksskolan på Lidingö, Målarskolan Forum i Malmö och en inredningsarkitektskola i Köpenhamn samt att han är utbildad byggnadsingenjör. Jeppsson har arbetat på Brio/Alga, som reklamtecknare på bland annat Ted Bates i Helsingborg och som VVS-försäljare. Han drev även reklambyrån Bildgården i drygt 20 år, men sedan 2005 arbetar han som frilansare. Tillsammans med sin fru, Anna-Lena Jeppsson, har han skrivit flera snickeriböcker. Jeppsson har sagt att hans familj är kreativ och älskar att bygga och konstruera saker.
Jeppsson, som förmodligen är mest känd för sitt arbete på Drakborgen, Drakborgen II och Masters of the Universe, har även illustrerat bland annat brädspelen Gänget bygger koja, Cluedo, Tjuv och polis, Finans, Wangaratta och Bondespelet samt brädspel om Pippi Långstrump, Emil i Lönneberga, Nalle Puh och Mumintrollen.